# روبرت إي. هولمز
روبرت إي. هولمز (بالإنجليزية: Robert E. Holmes)‏ هو محامي وقاضي وسياسي أمريكي، ولد في 14 نوفمبر 1922 في كولومبوس في الولايات المتحدة، وتوفي في 28 يوليو 2004 في بويل في الولايات المتحدة. حزبياً، نشط في الحزب الجمهوري. وقد انتخب عضو مجلس نواب أوهايو.